# Raymond Jacques Marie de Narbonne-Pelet
Raymond-Jacques-Marie de Narbonne-Pelet (Fontanès de Lecques (Languedoc), 24 juin 1771 – Paris, 31 octobre 1855), vicomte puis duc de Narbonne-Pelet, est un diplomate et homme politique français du XIXe siècle.

## Biographie
Fils de François-Bernard, comte de Narbonne-Pelet, lieutenant des vaisseaux du roi au département de Toulon et de Marie-Éléonore de Narbonne-Pelet, baronne de Fontanès, de Combas, etc., il est également le petit-fils de François-Raimond-Joseph-Hermenigilde-Amalric de Narbonne-Pelet-Alais-Melgueil-Bermond, appelé le vicomte de Narbonne, lieutenant-général des armées du roi, et de sa première femme Marie-Diane-Antoinette de Rosset de Fleury, fille du duc de Fleury, pair de France, et petite-nièce du cardinal de Fleury, ministre d'État.
Raymond-Jacques-Marie de Narbonne-Pelet émigra avec sa famille en 1791. Il rentra en France à l'époque du Consulat, mais n’exerça, sous le Premier Empire, aucune fonction publique. Nommé pair de France le 17 août 1815, il fut envoyé, en juin 1817 à Naples, comme chargé d'affaires de France (ou ambassadeur de France selon les sources), près S. M. le roi des Deux-Siciles et y resta jusqu'à la fin de l'année 1821,.
Louis XVIII qui, par lettres patentes du 31 août 1817, l'avait créé duc, le nomma, le 9 janvier 1822, ministre d'État et membre du Conseil privé. Le 30 mai 1825, Charles X le fit en outre chevalier de ses ordres,.

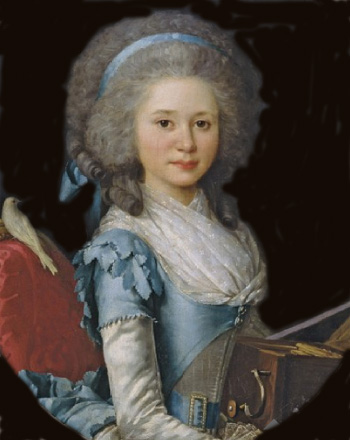
Antoine Vestier : Anne Angélique Marie Émilie de Sérent de Kerfilis, 1788.

Le duc n'ayant pas eu d'enfant de son mariage (juillet 1788) avec Mlle Émilie de Sérent, ce fut son cousin, François-Raymond-Aimeric, comte de Narbonne-Pelet, qui, par ordonnance royale du 28 août 1828, fut substitué dans ses titres et rang de duc et pair.
En 1827, il est témoin au mariage d'Athanase de Charette, baron de La Contrie (1796-1848) et de Louise de Bourbon, comtesse de Vierzon (1809-1891).
Après la révolution de Juillet 1830, le duc de Narbonne-Pelet refusa de prêter serment au gouvernement nouveau et cessa de siéger à la Chambre haute.
On a de lui : Réflexions adressées par un pair de France aux habitants de son département à l'occasion des prochaines élections.

## Récapitulatif

### Titres
- Vicomte de Narbonne-Pelet ;
- 1er duc de Narbonne-Pelet (31 août 1817),
  - Transmission à son cousin, par ordonnance royale du 28 août 1828 ;
- Grand d'Espagne de 1re classe ;
- Pair de France (Chambre des pairs)[5],[6] :
  - 17 août 1815 - juillet 1830,
  - Duc et pair (31 août 1817).

### Décorations
| Chevalier du Saint-Esprit | Officier de la Légion d'honneur | Chevalier de Saint-Louis |

- Chevalier du Saint-Esprit (30 mai 1825[3],[2],[6] à Reims,  à l'occasion du sacre de Charles X) ;
- Officier de la Légion d'honneur[4] ;
- Chevalier de Saint-Louis (31 août 1817)[4].

### Armoiries
| Image | Armes du duc de Narbonne-Pelet |
| ----- | --- |
|       | Raymond, duc de Narbonne-Pelet (1771-1855), chevalier du Saint-Esprit De gueules plein (Narbonne). En cœur un écusson d'argent au chef de sable (Melgueil),. |
|       | On trouve aussi Écartelé : au 1, de gueules, à la croix de Toulouse d'or (Toulouse) ; au 2, parti : a. d'argent au lion de gueules (Bermond d'Auduse) ; b. d'or à un ours rampant de sable, ceint d'une épée et d'un baudrier d'argent (Bermond de Sommières) ; au 3, de gueules, au léopard lionné d'or, armé et lampassé d'azur (Rodez) ; au 3, d'or, à la croix de gueules, cantonnée de seize alérions d'azur (Montmorency). Sur le tout de gueules plein (Narbonne), à un écusson d'argent au chef de sable, colleté de baudriers d'argent auxquelles est suspendue une épée engainé du même,. - Couronne ducale sur le manteau. - Devise : « Non enim sine causa gladium portant ». |